# Saeed al-Ghamdi
Saeed al-Ghamdi (arab. ‏سعيد الغامدي‎; ur. 21 listopada 1979 w prowincji Al-Baha, zm. 11 września 2001 w Shanksville) – saudyjski terrorysta, zamachowiec samobójca. 
Był jednym z czterech porywaczy samolotu linii United Airlines (lot 93), który w czasie zamachów z 11 września 2001 roku w wyniku buntu pasażerów rozbił się w lasach nieopodal Shanksville w Pensylwanii, nie docierając do celu. Wraz z Ahmedem al-Namim był odpowiedzialny za uśmiercenie pilotów. Po wykonaniu tego zadania wspólnie z al-Namim i Ziadem Jarrahem (który od teraz pilotował samolot) zabarykadował się w kokpicie. O godzinie 9.59. wspólnie z al-Namim odpierał bunt pasażerów samolotu, przytrzymując drzwi kokpitu. W końcu gdy drzwi zostały zniszczone al-Ghamdi i al-Nami, wiedząc, że pasażerowie zaraz wedrą się do kabiny pilotów krzyknęli do Jarraha, aby ten rozbił samolot o ziemię. O godzinie 10.03 UA93 z prędkością około 930 km/h rozbił się o ziemię na terenie nieczynnej kopalni węgla gminy Somerset w Pensylwanii koło Stonycreek Township i Shanksville. Na miejscu katastrofy powstał krater głęboki na 115 stóp (35 metrów). Nikt nie przeżył – 40 osób uznano za zamordowane, a 4 za zmarłych śmiercią samobójczą.